# Killua Castle

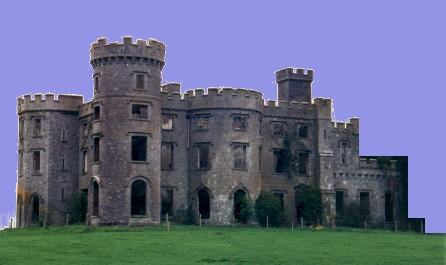
Killua Castle vor der Restaurierung 2006

 Killua Castle (irisch Caisleán Chill Dalua) ist ein Landhaus in der Nähe des Dorfes Clonmellon im irischen County Westmeath.
Das heutige Haus ließ Sir Benjamin Chapman 1780 erbauen. Darin befanden sich eine Halle, ein Speisezimmer, ein ovaler Salon, ein Frühstücksraum sowie eine Haupt- und eine Hintertreppe. Es gab auch Stallungen und eine Scheune. Von hier aus verwalteten die Chapmans im 18. Jahrhundert das umgebende, 36 Quadratkilometer große Bauernland. Die Ruine wurde 2006 renoviert.

## Geschichte
Killua Castle und das umgebende Land erhielt um 1667 Benjamin Chapman, ein Captain von Cromwells Armee; das Anwesen war vom Johanniterorden konfisziert worden. Nach Chapmans Tod fiel die Burg an dessen ältesten Sohn, William, und nach dessen Tod 1734 an dessen Sohn, Benjamin. Benjamin Chapman starb 1779 und so folgte ihm sein Sohn, ebenfalls Benjamin, nach; er wurde dann zum Baronet erhoben.
Das heutige Landhaus ließ Benjamin Chapman, 1. Baronet, 1780 errichten, nachdem die ursprüngliche Burg abgerissen war. Er vererbte es 1810 an seinen Bruder Thomas, der Anfang der 1820er-Jahre einen großen Turm und verschiedene weitere Türme, darunter einen Bibliotheksturm, einen Treppenturm und einen Turm mit Hintertür anbauen ließ. Er ließ auch die Zinnen des Landhauses vervollständigen und den Raleigh-Obelisken in der Nähe aufstellen. 1837 folgte ihm sein Sohn, Sir Montagu Chapman, 3. Baronet, nach, der 1852 vor der Küste Australiens vermisst wurde. Das Anwesen erbte Montagus Bruder, Benjamin Chapman, 4. Baronet, und dann dessen Sohn, Montagu Richard Chapman, 5. Baronet. Der 5. Baronet starb 1907 kinderlos und seine Witwe, eine Cousine, teilte das Anwesen zwischen den vier legitimen Töchtern ihres Bruders, Sir Thomas Chapman, 7. Baronet, auf. Das Haus und die verbleibenden 4,9 Quadratkilometer Grund wurden 1949 verkauft.
Bis 2006 war Killua Castle eine efeuüberrankte Ruine ohne Dach.